# Sant'Egidio del Monte Albino
Sant'Egidio del Monte Albino es una localidad y comune italiana de la provincia de Salerno, región de Campania, con 8.828 habitantes.

## Historia
En la época romana, se construyeron villas y un acueducto en esta área.
En el siglo VIII, los nocerini que escaparon de Nuceria Alfaterna, se refugiaron aquí y los monjes fundaron la Abadía de San Nicola y Sant'Egidio, que más tarde se convirtió en Santa Maddalena in Armillis.
A partir del siglo XV se la conocía como Universitas Sanctii Ægidii, parte de Nocera dei Pagani, a fines del siglo XVI, el pueblo de Corbara se separó de ella y se convirtió en una universidad autónoma.
En 1806 nació el municipio de Sant'Egidio.
En 1928 fue, durante algunos años, una fracción del municipio de Angri.
El poeta y compositor Aniello Califano era de Sant'Egidio, quien escribió la famosa canción 'O surdato 'nnammurato.

## Evolución demográfica
| Gráfica de evolución demográfica de Sant'Egidio del Monte Albino entre 1861 y 2001 |
|                                                                                    |
| Fuente ISTAT - elaboración gráfica de Wikipedia                                    |